# 曹白隽
曹白隽（1954年4月—），江苏南京人，中华人民共和国政治人物。

## 生平
1975年毕业于上海外国语学院德语专业；1975年至1982年，就职于中共中央对外联络部，负责该部与欧洲德语国家的业务；1982年，获德国阿登纳基金会奖学金，在德国海德堡大学哲学系国际政治专业进修，指导教授为德国著名政治理论学者克劳斯·冯·拜默尔（Klaus von Beyme）。1985年，返回中国后历任中共中央对外联络部德国处处长、八局（西欧局）局长等职务。1993年9月，调任中国经济联络中心一等秘书。1994年9月起，历任中国华联国际贸易公司副总经理、中国经济联络中心副主任兼中国华联国际贸易公司总经理、中国经济联络中心主任、中国经济联络中心主任兼中国华联国际贸易公司总经理等职务。2007年6月任中联部四局局长，2012年7月提前退休。2017年12月16日，据驻中央外办纪检组公布，曹白隽涉嫌严重违纪，接受组织审查。2018年1月6日，中央纪委国家监委网站公布，被开除党籍。